# Paweł Niemiec
Paweł Niemiec, ps. Poppet (ur. 25 listopada 1913 w Cieszynie, zm. 11 maja 1985 w Buenos Aires) – major pilot Polskich Sił Powietrznych w Wielkiej Brytanii, kawaler Krzyża Srebrnego Orderu Wojennego Virtuti Militari.

## Życiorys
Był synem fabrykanta mebli. Ukończył Państwowe Gimnazjum Matematyczno-Przyrodnicze w Cieszynie. Od stycznia 1934 roku uczył się w Szkole Podchorążych Lotnictwa w Dęblinie. Na stopień podporucznika został mianowany ze starszeństwem z 1 stycznia 1936 i 23. lokatą w korpusie oficerów aeronautyki (w 1939 w tym samym stopniu i starszeństwie zajmował 20. lokatę w korpusie oficerów lotnictwa, grupa liniowa). Został wcielony do 2 pułku lotniczego w Krakowie i przydzielony do 123 eskadry myśliwskiej. Jesienią 1937 roku został przeniesiony do Centrum Wyszkolenia Lotnictwa nr 1 w Dęblinie. W marcu 1939 pełnił służbę na stanowisku dowódcy IV plutonu 5 eskadry II dywizjonu Szkoły Podchorążych Lotnictwa – Grupa Taktyczna.
We wrześniu 1939 ewakuował się do Rumunii, a następnie do Francji a w 1940 do Wielkiej Brytanii, gdzie przeszkolił się w lataniu na samolotach brytyjskich. 1 września wstąpił do 17 dywizjonu RAF, w którym latał do lutego 1941 uzyskując jedno pewne – jedno zespołowe zestrzelenie oraz uszkadzając dwie kolejne maszyny wroga.
26 lutego został przeniesiony do 317 dywizjonu myśliwskiego Wileńskiego. 2 czerwca uzyskał pierwsze zestrzelenie dla tego dywizjonu (zespołowo z sgt T. Baranowskim). W drugiej połowie 1941 służył w naziemnym stanowisku dowodzenia dywizjonu 317. 1 marca powrócił do latania w tym dywizjonie na stanowisku dowódcy eskadry A, ale już 15 został pechowo ranny w wypadku. Po powrocie pod koniec sierpnia 1942 w dywizjonie 317 objął dowództwo eskadry B.
5 marca objął dowództwo dywizjonu 308, którym dowodził do 15 maja 1943. Następnie służył w dowództwie bazy RAF w Feston, gdzie przebywało 2 Polskie Skrzydło Myśliwskie. W okresie czerwiec – sierpień 1943 był instruktorem taktyki w dywizjonie 309.
W sierpniu 1943 został przydzielony do 316 dywizjonu myśliwskiego, którego dowódcą został 15 września 1943. 27 czerwca 1944 został dowódcą dywizjonu 306. Po 24 września został oficerem łącznikowym w 13 Grupie Myśliwskiej RAF.
Od 18 kwietnia do 9 maja 1945 był dowódcą jednostki obsługowej 84 Grupy RAF. 17 maja został dowódcą dywizjonu 317, a 12 października 1945 po raz drugi dowódcą dywizjonu 316. 1 stycznia 1946 roku otrzymał stopień majora.
W grudniu 1946 odszedł z polskiego lotnictwa i wyjechał do Argentyny, gdzie zmarł w 1985 w Buenos Aires. Został pochowany na cmentarzu Chacarita. Jego prochy zostały później rozrzucone nad jeziorem Nahuel Huapí w Bariloche.

## Zestrzelenia
Na liście Bajana zajmuje 150. pozycję z 2 pewnymi i 1 i ½ uszkodzonymi samolotami:
- 1 i ½ pewne, 1 i ½ uszkodzone – w okresie 1 września 1940 – 25 lutego 1941 (17 squadron RAF)
- ½ pewne – 2 czerwca 1941 (dywizjon 317)
- V-1 – zespołowo – lipiec 1944

## Ordery i odznaczenia
- Srebrny Krzyż Orderu Virtuti Militari (nr 11062) – 1 czerwca 1945
- Krzyż Walecznych – trzykrotnie: 1 kwietnia 1941, 10 września 1941, 20 października 1943
- Medal Lotniczy - dwukrotnie
- Polowa Odznaka Pilota